# Elin Grindemyr
Elin Grindemyr (Norrköping, 7 februari 1983) is een Zweeds model.
Ze werd ontdekt in 2003, ze stond in de september-uitgave van het Zweedse mannenblad Slitz. De reden hiervoor was dat het blad een verkiezing hield met als thema "de meest sexy vriendin". Ze won de verkiezing niet, maar twee jaar later werd ze door hetzelfde blad uitgeroepen tot de meest sexy vrouw van Zweden.